# Horti Agrippae
De Horti Agrippae waren tuinen in de campus Martius, nabij de Thermae Agrippae, die Marcus Vipsanius Agrippa in 12 v.Chr. bij testament naliet aan het Romeinse volk.

## Noot
1. ↑  Cass. Dio, LIV.29.4; cf. Ov., ex Ponto I 8.37‑8 en CIL VI 29781; NS 1885, 343.

## Referentie
- S. Ball Platner, art. Horti Agrippae, in S. Ball Platner - ed. rev. T. Ashby, A Topographical Dictionary of Ancient Rome, Londen, 1929, p. 264.